# Media Regionalne
Media Regionalne – ogólnopolska grupa prasowa, funkcjonująca w latach 1995–2015. Wskutek fuzji Polskapresse i Mediów Regionalnych powstała Polska Press Grupa, która 27 lutego 2015 roku została zarejestrowana w KRS jako spółka Polska Press.

## Działalność
W październiku 2006 roku firma Mecom Europe przejęła spółkę Orkla Media, w tym grupę prasową Orkla Press. W grudniu 2006 Orkla Press Polska, jako nowa część koncernu prasowego Mecom Europe zmieniła nazwę na Media Regionalne. 31 października 2013 roku Media Regionalne zostały kupione przez Grupę Wydawniczą Polskapresse.
Polska Press przejęła wydawanie 10 płatnych dzienników, jednak Dziennik Wschodni, zgodnie z decyzją Urzędu Ochrony Konkurencji i Konsumentów, musiała sprzedać w ciągu roku (Dziennik Wschodni jest wydawany w Lublinie, gdzie Polska Press posiadała już jeden dziennik – Kurier Lubelski). Zrobiła to 1 maja 2014 roku. Nabywcą Dziennika Wschodniego została spółka Corner Media.
Polska Press zlikwidowała bezpłatne tytuły prasowe wydawane dotychczas przez Media Regionalne. W ich miejsce weszły lokalne wydania Naszego Miasta.

### Media, których wydawcą była spółka
Dziesięć płatnych tytułów prasowych:

- „Dziennik Wschodni”
- „Echo Dnia”
- „Gazeta Codzienna Nowiny”
- „Gazeta Lubuska”
- „Gazeta Pomorska”
- „Gazeta Współczesna”
- „Głos – Dziennik Pomorza” obejmujący trzy lokalne mutacje gazety: „Głos Koszaliński”, „Głos Pomorza” i „Głos Szczeciński”
- „Kurier Poranny”
- „Nowa Trybuna Opolska”
- „Tygodnik Ostrołęcki”

dwanaście bezpłatnych tytułów prasowych:

- „MM Lublin”
- „MM Szczecin”
- „MM Zielona Góra”
- „Teraz Białystok”
- „Teraz Gorzów”
- „Teraz Kielce”
- „Teraz Koszalin”
- „Teraz Opole”
- „Teraz Radom”
- „Teraz Rzeszów”
- „Teraz Słupsk”
- „Teraz Toruń”

portale internetowe:
- sieć portali MM Moje Miasto (powiązane z ww. bezpłatnymi tytułami prasowymi)
- serwisy regionalne ww. tytułów prasowych płatnych
- serwisy branżowe: regiodom.pl, regiomoto.pl, regiopraca.pl, regiofirma, strefabiznesu.pl

### Agencje reklamowenależące niegdyś do spółki
- Agencja Reklamowa ADMIS (powstała w 1992 roku)[11]

### Grupa Gra
Do marca 2013 roku do spółki Media Regionalne należała sieć Radio Gra (obecnie własność spółki Multimedia w Grupie RMF). Stacje należące do sieci Radio Gra tworzyły wraz z powstałą w 2000 roku Agencją Promocji i Reklamy GRA „Grupę Gra”.